# Coazzolo
Coazzolo là một đô thị ở tỉnh Asti vùng Piedmont thuộc Ý, nằm ở vị trí cách khoảng 50 km về phía đông nam của Torino và khoảng 20 km về phía nam của Asti. Tại thời điểm ngày 31 tháng 12 năm 2004, đô thị này có dân số 301 người và diện tích là 4,1 km².
Coazzolo giáp các đô thị: Castagnole delle Lanze, Castiglione Tinella, Mango, Neive và Santo Stefano Belbo.